# Mariannes Heimkehr
 Mariannes Heimkehr   bzw.  Mariannes Heimkehr – Die Jüdin, der Beamte und das Dorf  ist ein deutscher Dokumentarfilm der WDR-Autoren Stefan Röttger und Gert Monheim. Der Film beschreibt insbesondere die Shoah, die „Arisierung“ und die deutsche Wiedergutmachungspolitik am Leben der jüdischen Einwohner von Hemmerden  Ilse Rübsteck, Karl Winter und  Marianne Stern (geb. Winter) und des Finanzbeamten  Josef Krüppel und anderer Einwohner des Dorfes Hemmerden im Dritten Reich und in der Nachkriegszeit.
Der Film wurde am 2. April 2004 bei phoenix gezeigt und am  7. April 2004 wiederholt. Weiterhin wurde dieser Film am 19. April 2004 im WDR und am 21. April wiederholt. Am 2. Februar 2005 im Rheinischen LandesMuseum Bonn, wobei das Kulturdezernat  mit dem WDR wegen des Erwerbes für den Film anfragen ließ. Am 8. September 2005 wurde im Rahmen der Ausstellung Legalisierter Raub. Deutschland und die Enteignung der Juden in Europa der Film im Historischen Museums in Berlin gezeigt. Am 17. Februar 2006 wurde in der Kölner VHS am Neumarkt der Film im Rahmen einer Ausstellung Arisierung in Köln – Deutsche verwerten ihre jüdischen Nachbarn gezeigt.

## Handlung

### Ilse Rübsteck
Ilse Rübsteck stammte aus Grevenbroich und wurde auch in das Ghetto Riga deportiert, wo sie als Zwangsarbeiterin beschäftigt war. Sie arbeitete später in einem Außenlager für die Wehrmacht. So berichtet Rübsteck: „ [...] Da wurden Kleider gesammelt von den Toten und die haben wir dann nachher bekommen um uns anzuziehen.“  Weiter erzählt Rübsteck wie sie von der SS in den Wald getrieben wurde, wo man sie mehrmals hinknien und glauben ließ, dass sie erschossen würde. So sagt sie: „ [...] Hinknien, dann haben wir geglaubt, jetzt wird geschossen... dann hieß es wieder: aufstehen, weitergehen [...] hinknien, aufstehen und weitergehen. Das haben sie mehrfach mit uns gemacht“ .

### Josef Krüppel
Josef Krüppel war der Erstgeborene von eineiigen Zwillingen. Während sein Zwillingsbruder Franz Krüppel nach seinem Dienst im Ersten Weltkrieg Zahntechniker wurde, arbeitete Josef auf dem Finanzamt in Grevenbroich. Auf dem Finanzamt wird Josef Krüppel Oberinspektor. Er muss dort einen neuen Amtseid leisten und einen Ariernachweis darlegen. Als er bis zum Jahre 1744 seine katholischen Vorfahren beweisen kann, darf er weiter im Finanzamt arbeiten. Zusammen mit seinem Bruder war er in seiner Freizeit im Grevenbroicher Schützenverein Lebensfreude. Bei der Hochzeit seines Zwillingsbruders Franz war er Trauzeuge und wohnte später bei der Familie seines Bruders. Krüppel steigt dann später im Finanzamt zum stellvertretenden Chef auf. Als Josef im August 1939 ein Schreiben von der Oberfinanzdirektion Düsseldorf erhielt, in dem er aufgefordert wurde Parteimitglied der NSDAP zu werden, trat Josef der Partei bei. Im Jahre 1941 erhielt Josef ein Schreiben aus Berlin, das den Titel Abschiebung (Enteignung) von Juden  trug. Nachdem die jüdische Bevölkerung des Ortes deportiert wurden, veräußert der Finanzbeamte den Hausrat in einer öffentlichen Versteigerung. So erhält der Beamte für den Hausrat der Familie Winter 4 048,89 Reichsmark und überweist diesen Betrag an die Finanzkasse. Der Finanzbeamte lässt das Haus auf das Finanzamt überschreiben und treibt als Hausverwalter die Miete für das Finanzamt ein. In der Nachkriegszeit wird Josef Krüppel damit beauftragt, die enteigneten jüdischen Familien zu entschädigen. Da Krüppel immer noch Hausverwalter des Hauses ist, muss er zu dem Haus der Familie Winter vorbeikommen, um dort Schäden des Hauses zu begutachten. Dabei erfolgt eine Auseinandersetzung mit Marianne Stern, der einzigen Überlebenden der jüdischen Familie Winter. So sieht Marianne eines Tages, wie der Beamte ein Fahrrad an das Haus abstellt. Darauf sagt sie zu ihm:   „ [...]  Sie wissen nicht, wo die Fahrräder geblieben sind ? Sie fahren ja auf dem Fahrrad von meinem Schwager. Hören Sie mal, es wird Zeit, dass sie das Fahrrad zurückbringen.“  Der Finanzbeamte antwortet ihr darauf:  „ [...] Dazu bin ich nicht verpflichtet.“ . Marianne erwidert:  „ [...] Gesetzlich nicht, aber moralisch schon [...] Sie befürchten meine Schnauze, dass ich allen erzähle, dass der und der Beamte vom Finanzamt Grevenbroich noch ein Judenfahrrad fährt!“ . Josef übergibt daraufhin Marianne das Rad. Krüppel wird im Jahre 1955 frühpensioniert und verstirbt 1962 infolge eines Schlaganfalles.

### Marianne Stern (geb. Winter)
Marianne wurde am 16. September 1919 als zweite Tochter des jüdischen Ehepaars Karl und Rosalie Winter in Hemmerden geboren.
1941 wurde Marianne zusammen mit ihren Eltern und ihrer Schwester Hertha und deren Mann Richard Schmitz in das Ghetto Riga gebracht. Dort verblieb Marianne mit der ganzen Familie bis  November 1943. So heißt es:  „ [...] Da waren die Eltern noch da, [...] Schwester und Schwager [...]  und die Eltern sind dann fortgekommen am 28. Juni 1944 “  . So wurden Marianne und ihre Schwester 1944 von der übrigen Familie getrennt und auf einen  Todesmarsch geschickt, wo ihre Schwester am 20. Februar 1945 in der Nähe von Danzig verstarb. Marianne konnte jedoch befreit werden. Als einzige jüdische Überlebende der Shoa des Ortes Hemmerden kehrte sie zurück in ihr Dorf und muss dort viele Auseinandersetzungen erleben.  So ist das Haus ihrer Eltern vermietet worden, wo Marianne eine Auseinandersetzung mit den Mietern hat.
So berichtet Marianne Stern (geb. Winter), wie sie den Mietern im Obergeschoss ein Mietvertrag anbieten wollte:  „ [...] Eine Familie wohnte oben. Ich bin rauf, ich sagte, hören sie mal, wenn sie ausziehen wollen, dann können sie ausziehen, aber wenn sie wohnen bleiben wollen? [...] “ .
Die Mieter nehmen jedoch das Angebot eines neuen Mietvertrages nicht an und antworten nur:  „ [...]  Wir hatten gehofft, dass keiner von ihnen mehr wiederkommt, deswegen sind wir hier eingezogen [...] “ . Die Mieter sagten dann untereinander:  „ [...] Wenn die nicht im KZ verreckt ist, verreckt sie hier, dann schmeißen wir sie die Treppe runter.“ 
So heißt es posthum im Dokumentarfilm über Marianne:
„ [...]  die hat schon durch ihren starken Charakter geschafft zu überleben und durch ihren starken Charakter hat sie es auch geschafft, ihre Rechte durchzusetzen. Und für alles, was ihr Unrecht geschah, hat sie versucht, dann wirklich mit allen Mitteln Recht zu bekommen [...] “ .

### Andere
Schließlich gibt es noch eine Auseinandersetzung vor Gericht. Dort muss Marianne um die Anerkennung als rassisch Verfolgte streiten. Dort sage der Vorsitzende:   „ [...] Ja Frau und Herr Stern, dass Sie in Riga waren, das müssen wir ihnen ja glauben. Aber wer sagt uns denn, dass sie da ins Ghetto und später ins KZ gekommen sind ? Darüber haben wir ja keine Unterlagen und deswegen können wir sie nicht anerkennen“ . Herr Stern wurde daraufhin „ so weiß wie die Wand“ .    Daraufhin sagte Marianne:  „ Ich bin aufgesprungen, zum Vorstandstisch gegangen und sage: Herr Baus, darf ich Ihnen sagen, wo wir waren ? Und habe durch den ganzen Saal gebrüllt: Unsere Angehörigen sind da beim Skifahren alle tödlich verunglückt. “ 
Als ein Nachbar von Marianne im Sterben liegt, lässt dieser sie rufen und erzählt ihr, wie er persönlich die Ermordung ihrer Eltern in Riga beaufsichtigt hatte. So heißt es:  „ [...] Da war ein Nachbar sterbenskrank und dann ging [...] zu ihm. Dort hat sie Kenntnis davon genommen, dass dieser Nachbar, dann an den Gräueltaten teilgenommen hatte in Riga [...] Dann wusste er auch eine Antwort auf die Frage [...]: Wo sind meine Eltern geblieben. Die konnte er dann in allen Einzelheiten beantworten [...] hat ihm nicht verziehen, wo sie erfuhr, wie ihre Eltern zu Tode gekommen sind und das in unmittelbarer Nachbarschaft “ .   Bis dahin hat Marianne immer noch die Hoffnung gehabt, dass ihre Eltern noch leben würden. Es war derselbe Nachbar gegenüber der Familie Winter, der damals aufgeschrieben hatte, wer bei dem jüdischen Kleidergeschäft einkaufen ging. So heißt es über diesen Nachbar:  „ [...]  Da haben auch Leute aufgepasst, wer bei Juden gekauft hat. Das war ein Nachbar gegenüber von Winters und der hat aufgeschrieben, wer bei Winters ein- und ausgegangen ist, wer da gekauft hat “ .

## Einzelbelege
1. ↑  https://dom.lvr.de/lvis/lvr_rechercheWWW_12WP.nsf/LookLinkNSOeff/Kulturausschuss+02.03.2005?OpenDocument@1@2Vorlage:Toter+Link/dom.lvr.de+(Seite+nicht+mehr+abrufbar,+festgestellt+im+April+2019.+Suche+in+Webarchiven)
2. ↑  Legalisierter Raub. In: dhm.de. Abgerufen am 27. August 2024.
3. ↑  Andi Goral: Ausstellung über die „Arisierung“ jüdischen Besitzes. In: report-k.de. 27. Januar 2006, abgerufen am 27. August 2024.